# Свети Инокентије Аљаски
Свети равноапостолни Инокентије Аљаски (Иван Јевсејевич Венјаминов 1797—1879.), познат и као Инокентије Камчатски, је руски епископ, архиепископ и митрополит Московски и све Русије, светитељ и просветитељ Северне Америке. Познат је по свом мисионарском раду на подручју руског Далеког истока и Аљаске током 19. века. Да би ширио православље међу становништвом Аљаске и руског Далеког истока, научио је језике тамошњег народа, превео делове Светог Писма на неколико домородачких језика, саставио речнике, писао уџбенике за изучавање ових језика.

## Биографија
Рођен је 26. августа 1797. у селу Ангинскоје, у области Верхоленск, у руској провинцији Иркутск. 1807. године уписао је теолошку школу у Иркутску.
1817. године рукоположен је у чин ђакона у цркви Благовештења.
1823. године, добровољно са породицом одлази на острво Аналаска, у Алеутским архипелагу на Аљасци. Тамо је често путовао од једног острва до другог у свом кануу, излажући свој живот опасности, због тамошњих честих олуја и невремена. Научио је локалне дијалекте који су му омогућили да служи Литургију на језику разумљивом локалном становништву. Уредио је ћирилично писмо за један од најраспрострањенијих дијалеката алеутског језика. Написао је превод Јеванђеља по светом апостолу Матеју, а такође и текстове богослужбених молитава. Јеванђеље и текстови разних молитава, објављених 1840. године.
Православље је ширио међу народима Беринговог мора, укључујући мисионарски рад у Калифорнији (у Сан Франциску и Шпанским колонијама на северу). Након тога се вратио на Аљаску, на острво Ситка 1834. године у град Новоархангелск. Тамо је изучавао језик и обичаје народа Тлингит. Као резултат ових лингвистичких изучавања настала је књига Забелешке о колушчанском и кодијачком језику, а затим и речник руско-колушчанског језика.
1838. године вратио се у Петроград, затим иде у Москву, а потом у Кијев. Након смрти супруге је узео монашки чин, 29. новембра 1840. године. Тада узима име Инокентије у част Епископа Инокентија Иркутског.
1840. године архимандрит Инокентије Венјаминов изабран је епископа Камчатке и Курилских острва у Русији и Алеутских Острва Руске Америке. Након девет година, 1850. године, епископ Инокентије унапређен у је архиепископа. 1852. године јакутска област је припајена Камчатској епархији, па архиепископ Инокентије преселио у Јакутск, у коме ће остати до краја своје службе.
Дана 19. новембра 1867. године аерхепископ Инокентије изабран је за митрополита Московског.
Умро је 31. марта 1879. године, а сахрањен 5. априла исте године у Тројице-Сергејевој Лаври у Русији.